# Emilia Broomé
Emilia Augusta Clementina Lothigius, dite Broomé (1866 à Jönköping–1925 à Stockholm), est une femme politique suédoise, féministe et pacifiste. Elle fut présidente de la branche de Stockholm de la Société pour le suffrage des femmes (Stockholmsföreningen för kvinnans politiska rösträtt) de 1902 à 1906.